# ۹۲ (میلادی)

## رویدادها
- در بالکان، لاریگس (Laryges) یکی از دوشاخه اصلی طایفه ایرانی‌تبار سَرمَتی، دشت بین رود دانوب و رود تییس (Theiss) را تسخیر کردند و در این منطقه به داسی‌ها حمله کردند، دومی تیان این جلگه را از آنها پس گرفت و تمام سربازان و افراد این طایفه را از منطقه بیرون راند.

- لژیون ۲۱ راپاکس در سال ۹۲ میلادی بدست قوم سرمتی که ساکن منطقه پانوپیا بودند نابود شد.

- در روم، کین‌تیلیان (Quintilian) که در سال 30 در اسپانیا زاده شده بود، کتابی درباره برنامه آموزش سخنرانی برای آیندگان نوشت، این شخص براین باور بود که ناطقان برجسته باید نشان دهند که از نظر روحی شایسته این حرفه هستند و فصاحت بیان در گفتار و در فهم کامل زبان لاتینی است. او این مقاله را در زمان وسپاسیان در سال 72 میلادی به رشته تحریر درآورد. شاگردان وی در این زمان عبارت بودند از: پلینی (Pliny) جو

## درگذشت‌ها
- تاریخ نگار چینی بان گو (Bangu) همراه پدر و خواهرش که تاریخ سلسله پیشین چین هان را به نگارش درآورده بودند، به سبب حمایت از دو (Dou)، یکی از صاحب منصبان چین کشته شدند.